# Amplicephalus ultimasperatus
Amplicephalus ultimasperatus är en insektsart som beskrevs av Dlabola 1967. Amplicephalus ultimasperatus ingår i släktet Amplicephalus och familjen dvärgstritar. Inga underarter finns listade i Catalogue of Life.